# 成都南駅
成都南駅（せいとみなみえき/中国語簡体字：成都南站/正体字：成都南站）は中華人民共和国四川省成都市にある、中国鉄路総公司（CR）成都鉄路局が管轄する駅である。 

## 概要
1970年開業。2011年に駅を閉鎖して駅舎の全面的な建て替えが行われた。2014年、工事が完了して営業を再開した。5面9線の地上駅。

## 成都メトロ
成都地下鉄1号線、成都地下鉄7号線、成都地下鉄18号線

### ギャラリー

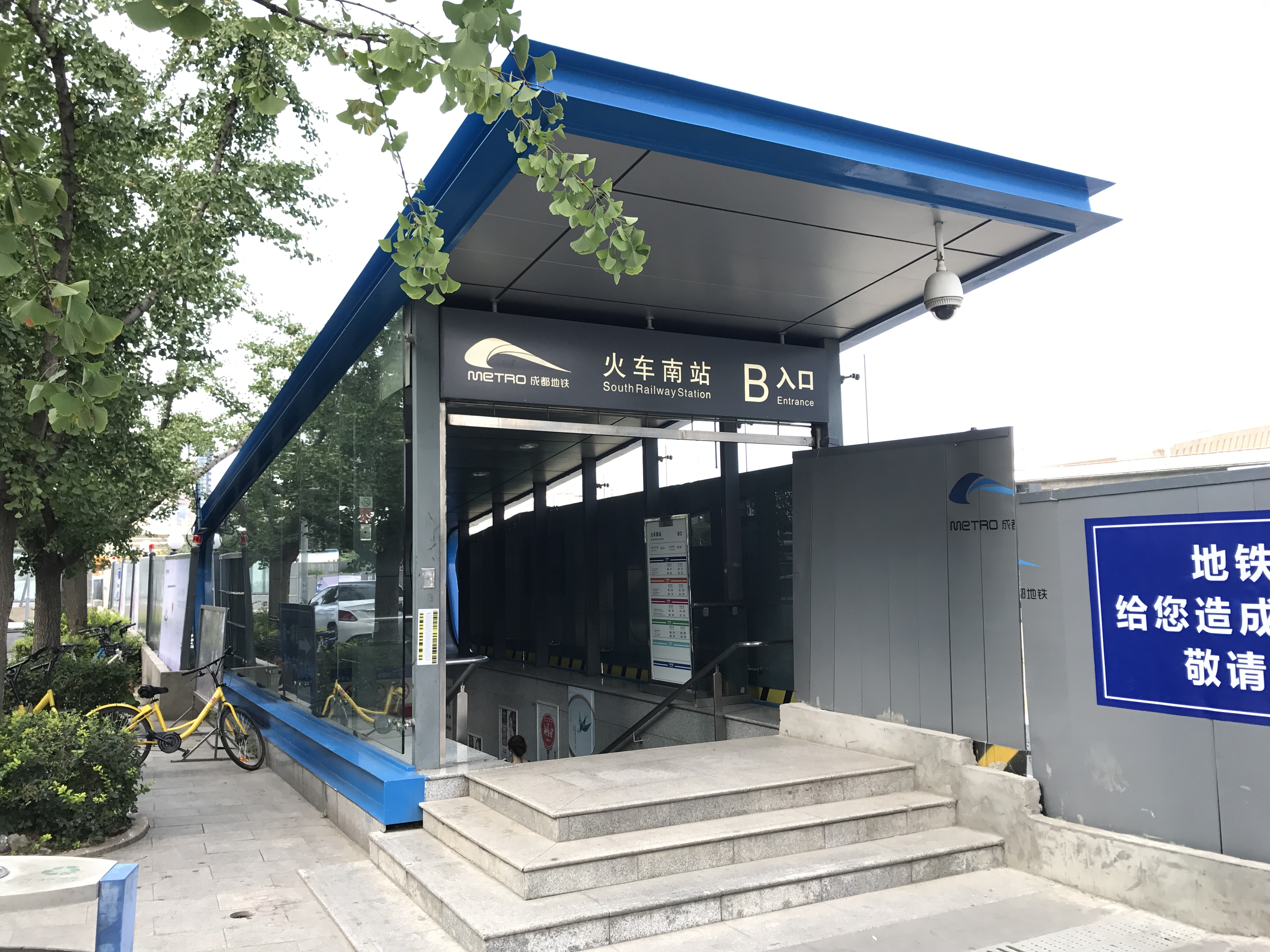
入口B
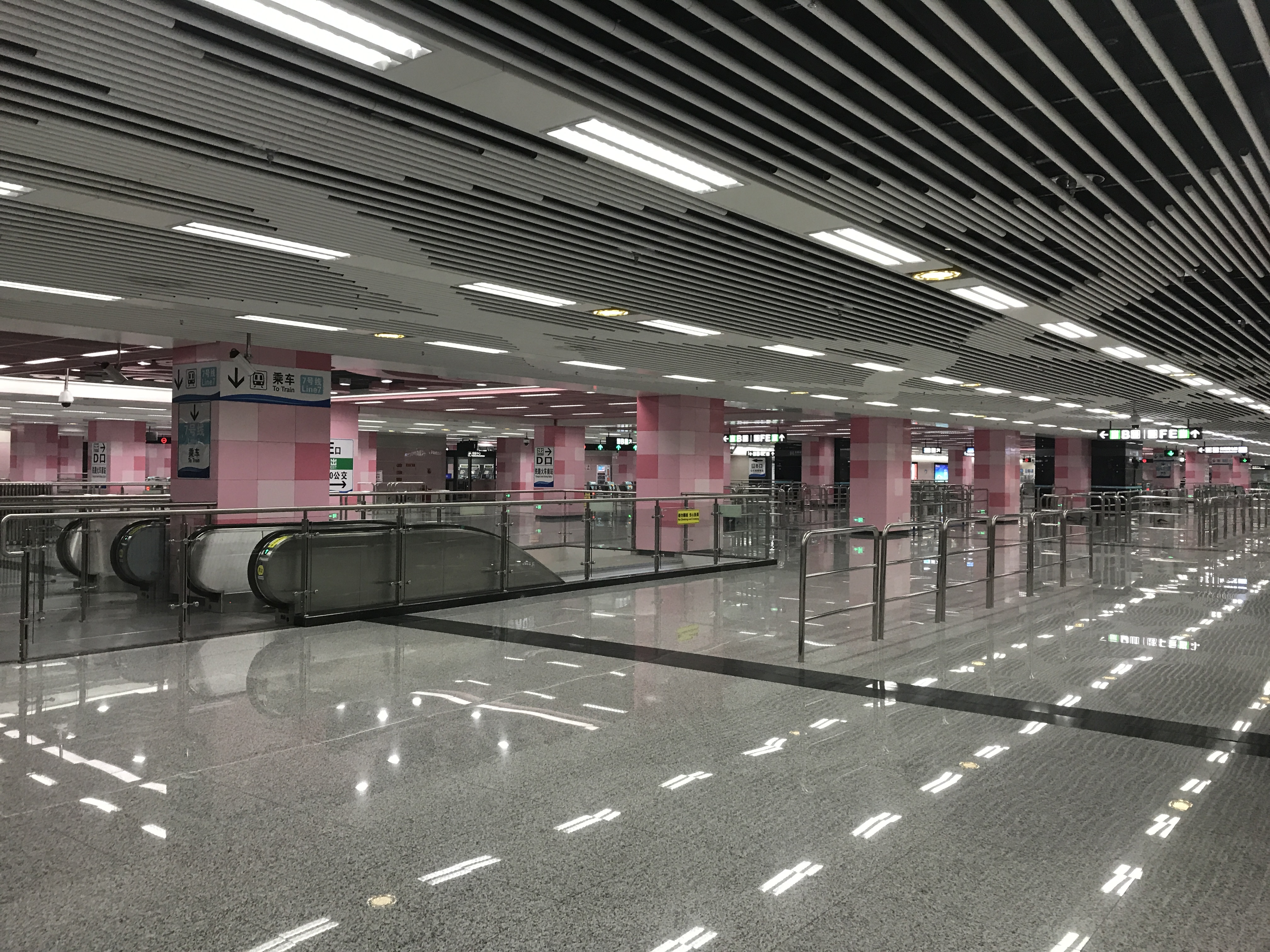
コンコース
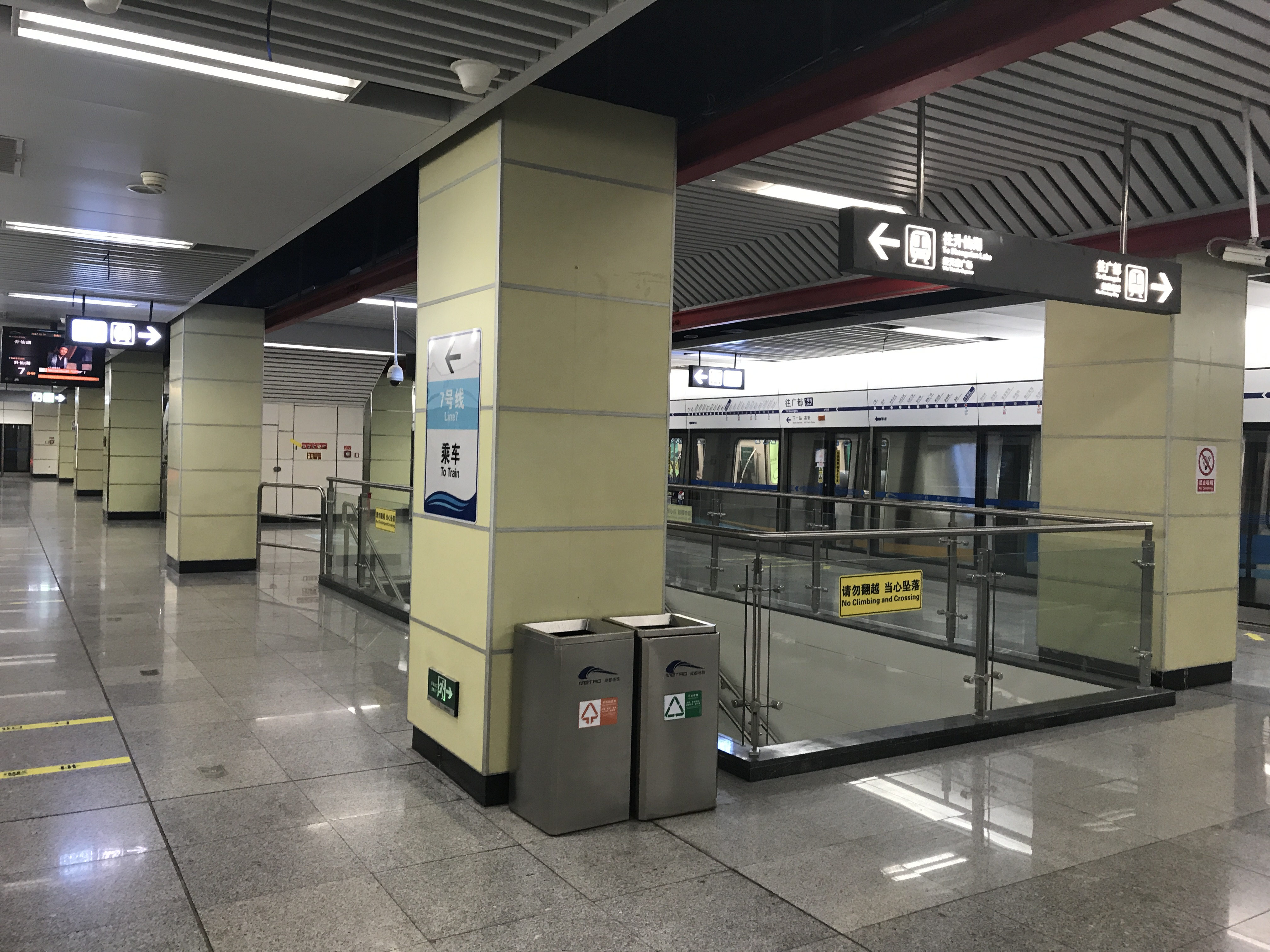
1号線プラットフォーム
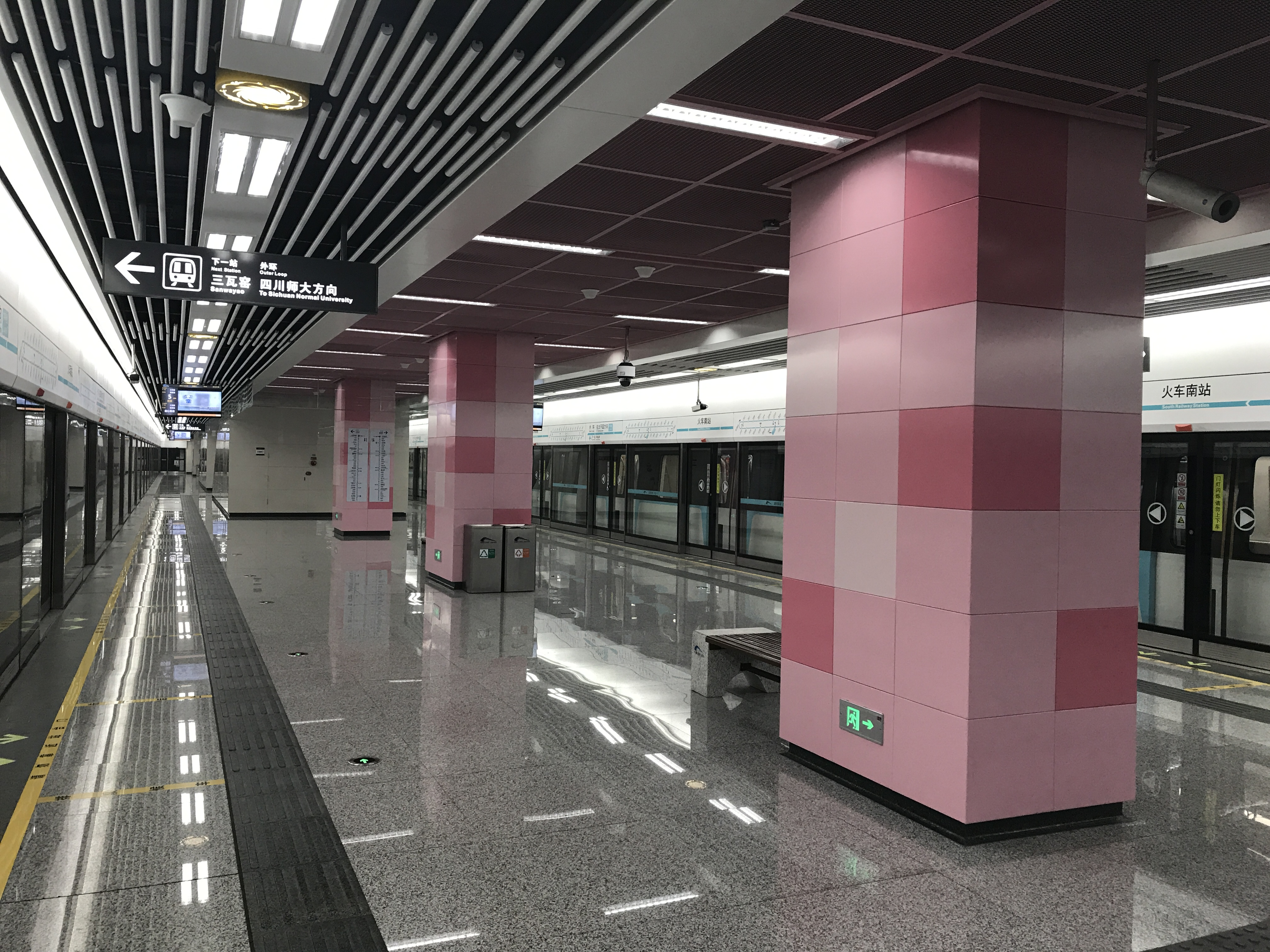
7号線プラットフォーム